# Idsegahuizum
Idsegahuizum (Fries: Skuzum, [’sküzm]) is een dorp in de gemeente Súdwest-Fryslân, in de Nederlandse provincie Friesland. Idsegahuizum ligt ten oosten van Piaam en ten zuiden van Makkum. Het dorp ligt aan een opvaart ten oosten van het IJsselmeer.
In 2020 telde het dorp volgens het CBS 105 inwoners. In totaal zijn er veertig woningen. Een aantal huizen zijn ook in gebruik als logement/vakantiehuis.

## Geschiedenis
Het dorp is ontstaan op een terp. Eeuwenlang was Idsegahuizum alleen via de Zeedijk te bereiken. Maar met de droogmaking van het Makkumermeer in 1876-79 ontstond er een landverbinding met het Friese achterland.
In 1270 werd plaats vermeld als Ytzinghahusum, in 1379 als Idsinga-husum, in de 14e eeuw als Idsinghuizen, in 1505 als Ydzeghahuysum en in 1579 als Idzhausen. De plaatsnaam zou duiden op een nederzetting van of bewoond door de familie Idsinga. In de rest van Nederland wordt het dorp ook wel vermeld als Idsegahuizen.
Tot 2011 lag Idsegahuizum in de toenmalige gemeente Wonseradeel.

## Kerk
De kerk van Idsegahuizum is een driezijdig gesloten zaalkerk uit 1874 en is gebouwd ter vervanging van een oudere kerk die in verval was geraakt. De houten geveltoren van de kerk kent een ingesnoerde en met zink beklede spits. De klok in de toren dateert uit 1696. Een hier eerder abusievelijk genoemde tweede klok uit 1789, bevindt zich echter niet in Idsegahuizum, maar in Idskenhuizen (Gem. De Fryske Marren).
In de kerk wordt sinds 1971 geen vaste kerkdienst meer gehouden. Hij werd in 2013 gerestaureerd, en werd toen iets aangepast ten gunste van de akoestiek voor (kleine) concerten.
Het orgel van de kerk, uit 1908, is het enige rijksmonument van Idsegahuizum, al wordt de kerk ook wel erbij gerekend ter bescherming van het orgel.

## Cultuur
Het dorp heeft een dorpshuis, De Treffer, en een toneelvereniging.

## Onderwijs
Sinds 1702 had het dorp een school. De moderne christelijke lagere school moest in de loop van twintigste eeuw sluiten wegens te weinig leerlingen.

## Geboren in Idsegahuizum
- Sjoerd Hofstra (1898-1983), socioloog

## Afbeeldingen

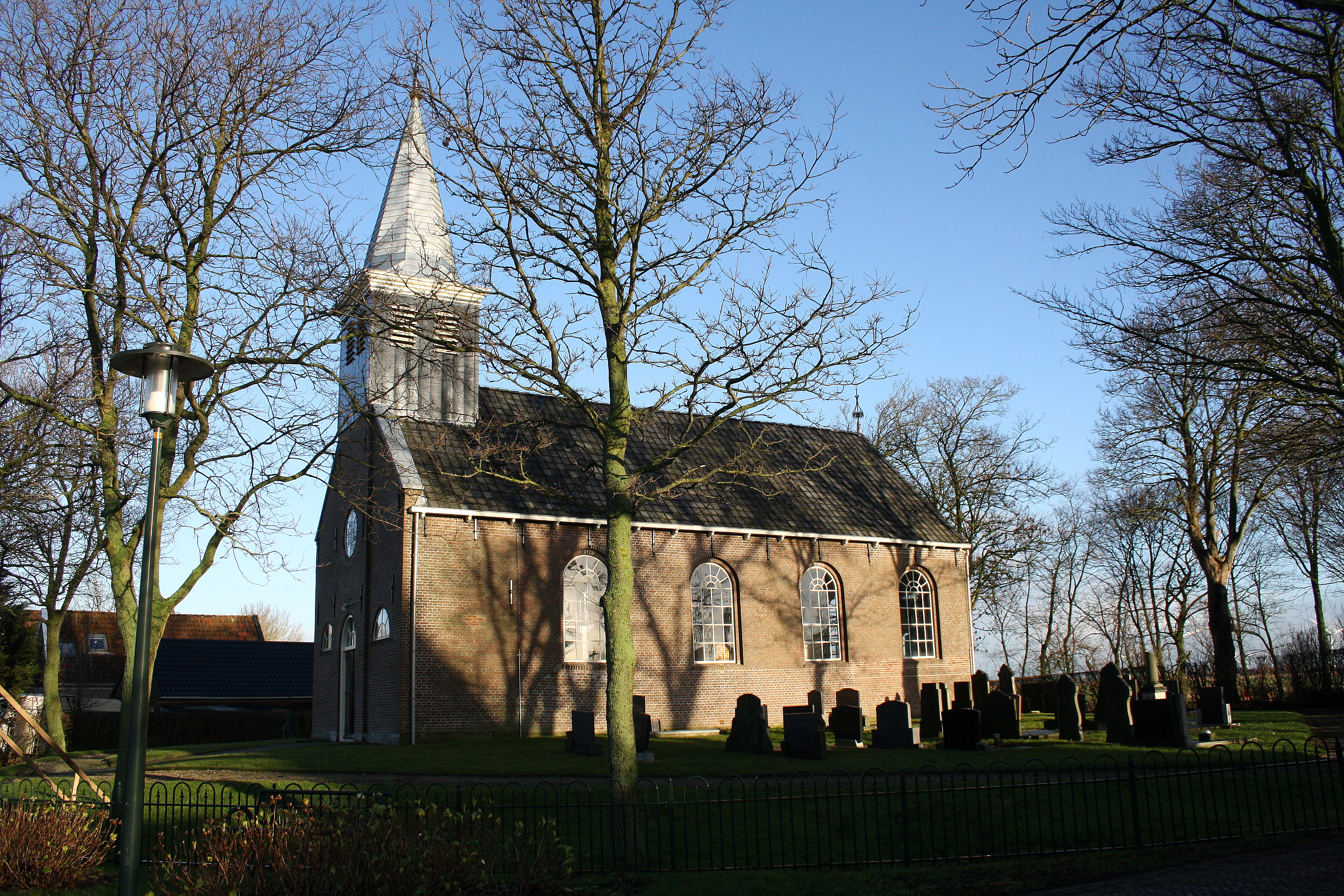
De Kerk van Idsegahuizum in 2013
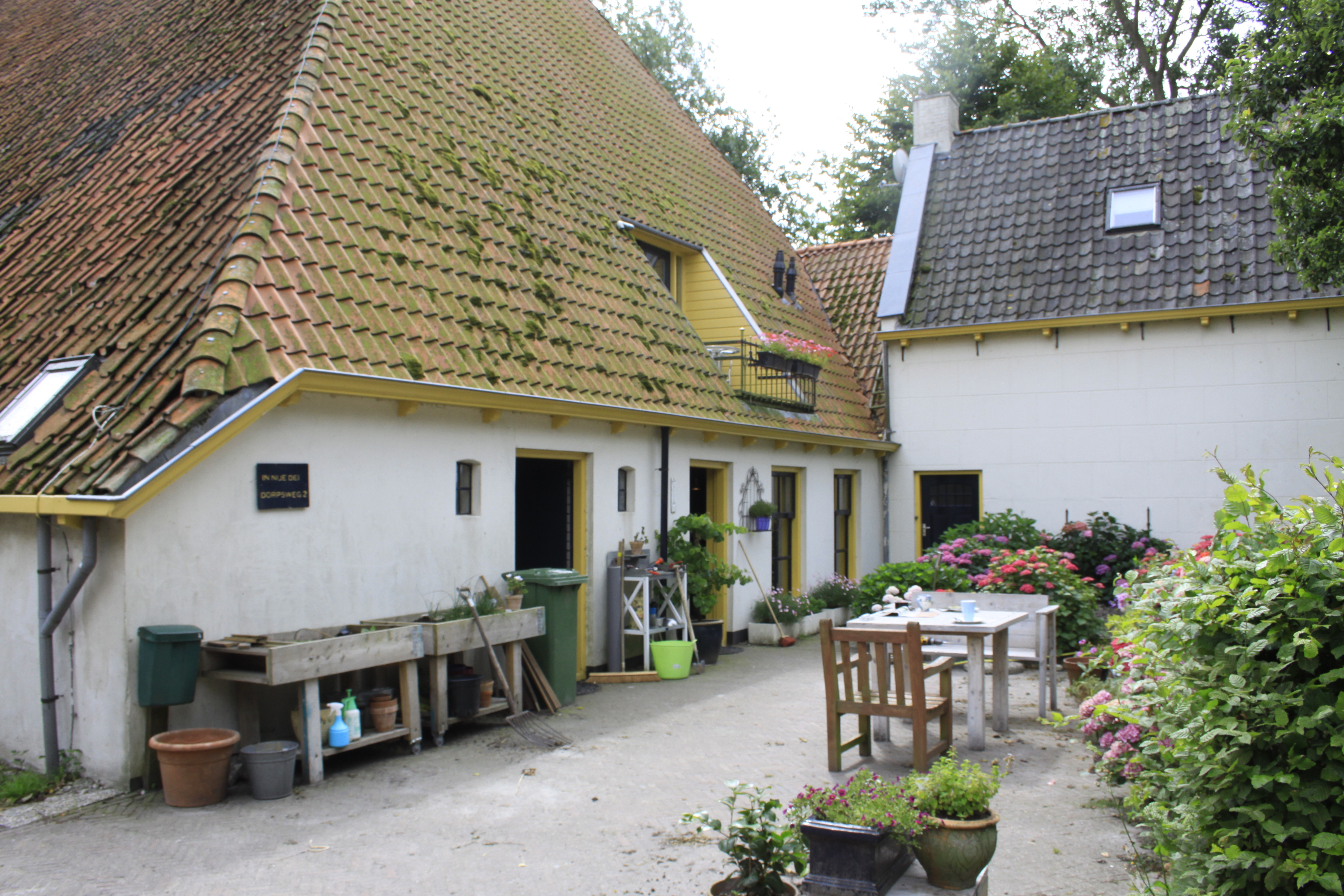
Boerderijplaats in 2017

Steden: Bolsward · Hindeloopen · IJlst · Sneek · Stavoren · Workum

Dorpen en gehuchten: Abbega · Allingawier · Arum · Blauwhuis · Bozum · Breezanddijk · Britswerd · Burgwerd · Cornwerd · Dedgum · Deersum · Edens · Exmorra · Ferwoude · Folsgare · Gaast · Gaastmeer · Gauw · Goënga · Greonterp · Hartwerd · Heeg · Hemelum · Hennaard · Hichtum · Hidaard · Hieslum · Hommerts · Idsegahuizum · IJsbrechtum · Indijk · It Heidenskip · Itens · Jutrijp · Kimswerd · Kornwerderzand · Koudum · Kubaard · Loënga · Lollum · Longerhouw · Lutkewierum · Makkum · Molkwerum · Nijhuizum · Nijland · Offingawier · Oosterend · Oosterwierum · Oosthem · Oppenhuizen · Oudega · Parrega · Piaam · Pingjum · Poppingawier · Rauwerd · Rien · Roodhuis · Sandfirden · Scharl · Scharnegoutum · Schettens · Schraard · Sijbrandaburen · Terzool · Tirns · Tjalhuizum · Tjerkwerd · Uitwellingerga · Waaxens · Warns · Westhem · Wieuwerd · Witmarsum · Wolsum · Wommels · Wons · Woudsend · Zurich

Buurtschappen: Abbegaasterketting · Anneburen · Arkum · Atzeburen · Baarderburen · Baburen · Bernsterburen · De Bieren · De Blokken · De Hel · De Grits · De Kat · De Klieuw · De Polle · De Wieren · Dijksterburen · Doniaburen · Draaisterhuizen · Driehuizen · Eemswoude · Engwerd · Engwier · Exmorrazijl · Feyteburen · Flansum · Galamadammen · Gooium · Grauwe Kat · Grote Wiske · Grotewierum · Harkezijl · Hayum · Hemert · Hidaarderzijl · Hoekens · Hornsterburen · Idzega · Idserdaburen · Indijk (Bozum) · Jet · Jonkershuizen · Jousterp · Jouswerd · Kampen · Kleine Gaastmeer · Kleine Wiske · Kleiterp · Kooihuizen · Koufurderrige  · Kromwal · Koudehuizum · Laaxum · Laad en Zaad · Lippenwoude · Lytshuizen · Makkum (Bozum) · Meilahuizen · Montsamaburen · Nijeburen · Nijeklooster · Nijezijl · Oosthem (Witmarsum) · Osingahuizen · Piekezijl · Remswerd · Rijtseterp · Scharneburen · Schrok · Sieswerd · Sjungadijk · Smallebrugge · Sotterum · Speers  · Strand · Swaanwerd · Swarte Beien · Tsjerkebuorren · Vierhuizen · Viersprong · Vijfhuis · Vissersburen  · Het Vliet· Westerlittens · Wolsumerketting · Wonneburen · Ypecolsga

 Voormalige buurtschappen: Aaksens · Angterp · De Band · Barsum · De Bird · Bittens · Bloemkamp · Bootland · Bovenburen · Doniawier · Goëngamieden · Hiddum · Houw · Knossens · De Nes · Ottenburen · Sandfirderrijp · Slijp · Spijk · De Weeren 

Friesland: Steden en dorpen      Nederland: Provincies · Gemeenten